# Monte Wakakusa
El monte Wakakusa (若草山 Wakakusa-yama?), también conocido como monte Mikasa (三笠山 Mikasa-yama), es una montaña de 342 metros de altura, ubicado cerca de la ciudad japonesa de Nara (prefectura de Nara), al este del Parque de Nara.
En el cuarto sábado de cada enero, la hierba muerta del monte Wakakusa es quemada en un festival anual conocido como Yamayaki (山焼き literalmente "Asado de Montaña"; traducción común: "Quema prescrita"). La tradición supone que se originó a partir de una disputa de límites entre dos templos,  el Todai-ji y el Kōfuku-ji en 1760. Como las mediaciones fracasaron, toda la montaña fue incendiada. En la actualidad el festival comienza hoy con una ignición ceremonial por los miembros de ambos templos, seguido de fuegos artificiales. El festival ha sido aplazado debido al mal tiempo en el pasado.

## Galería

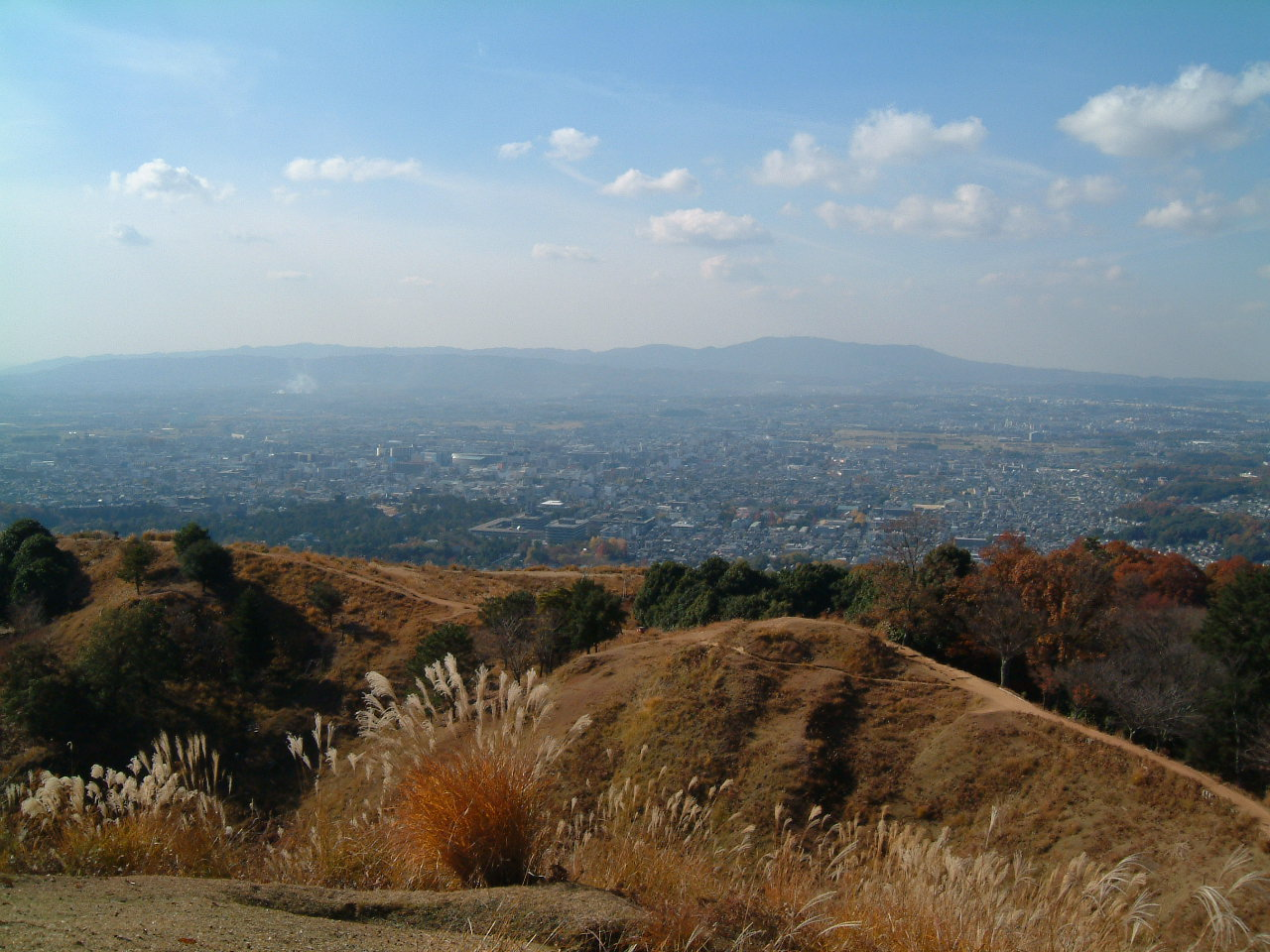
Paisaje de Nara
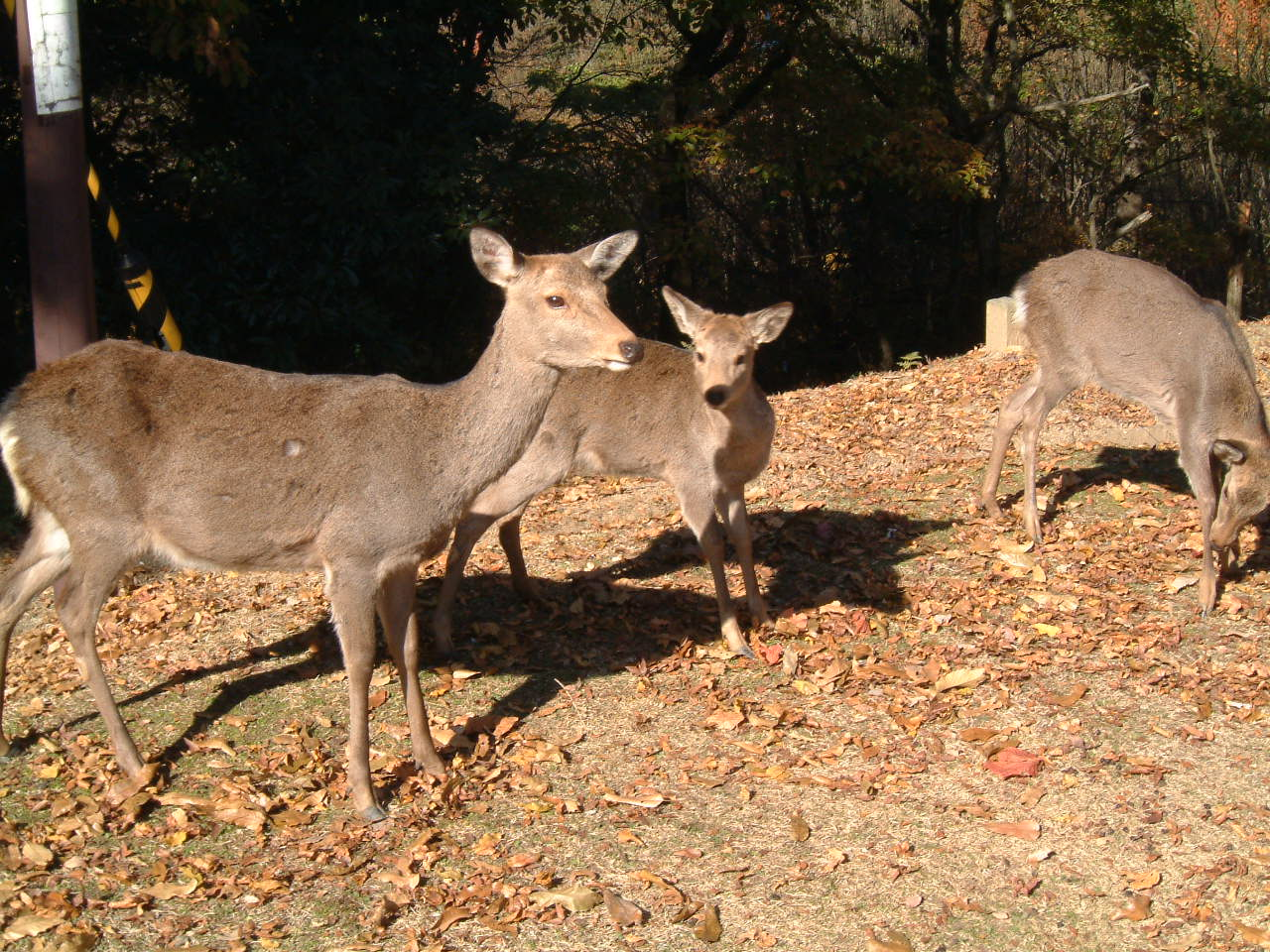
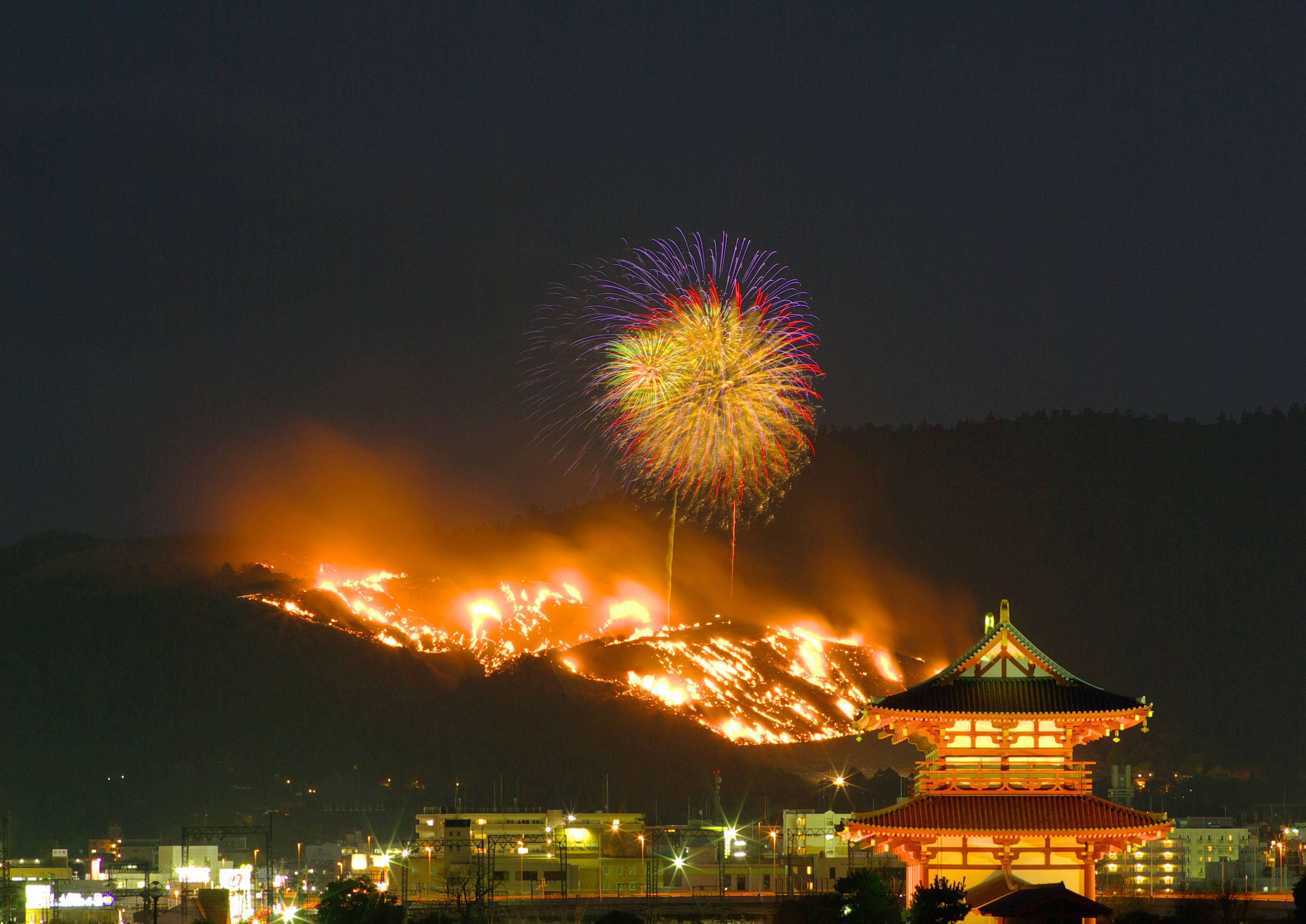
Quemando la hierba muerta
Quemando la hierba muerta (animación)